# Интерконтинентални куп 1981. (фудбал)
Интерконтинентални куп из 1981. године је била фудбалска утакмица између Ливерпула из Енглеске и Фламенга из Бразила 13. децембра 1981. на Националном стадиону у Токију, Јапан. У годишњем Интерконтиненталном купу борили су се победници Европског купа шампиона и Копа либертадорес. Фламенго се први пут квалификовао за Интерконтинентални куп након успеха у Купу либертадорес. Ливерпул се такође појавио у свом првом Интерконтиненталном купу. Одбили су да учествују 1977. и 1978. након што су освојили Куп Европе. Дана 27. октобра 2017, након састанка одржаног у Калкути, Индија, Савет ФИФА је признао победнике Интерконтиненталног купа као носиоце титуле светског шампиона.
Ливерпул се квалификовао за Интерконтинентални куп освајањем примарног Европског куп такмичења, Европског купа. Освојили су Куп Европе 1980–81 победивши шпански Реал Мадрид са 1–0 у финалу. Фламенго се квалификовао победом у примарном Јужноамеричком купу, Копа либертадорес. Победили су чилеански тим Кобрелоу резултатом 2–0 у плеј-офу након што су претходни мечеви завршили резултатом 2–2 на поене и освојили Копа либертадорес 1981.

## Утакмица

### Резиме утакмице
Гледан од 62.000 гледалаца, Фламенго је повео у 12. минуту када је Жоао Батиста Нунес постигао гол. Повећали су предност у 34. минуту када је Адилио додао други гол. Нунес је у 41. минуту постигао још један гол и довео Фламенго у вођство од 3:0 на полувремену. Ливерпул није могао да одговори у другом полувремену и без голова, Фламенго је победио у мечу и обезбедио прву победу у Интерконтиненталном купу. Била је то четврта узастопна победа једног јужноамеричког тима.

### Детаљи
| Фламенго                    | 3–0      | Ливерпул |
| --------------------------- | -------- | -------- |
| Нунес 12’, 41’ · Адилио 34’ | Извештај |          |

| Фламенго | Ливерпул |

|                        |    |                             |  |
|                        |    |                             |  |
| GK                     | 1  | Раул Пласман                |  |
| RB                     | 2  | Хозе Леандро Фереира        |  |
| CB                     | 13 | Марио Каетано Фиљо          |  |
| CB                     | 4  | Карлос Мозер                |  |
| LB                     | 5  | Лео Жуниор                  |  |
| DM                     | 6  | Жорже Луис Андраде да Силва |  |
| RM                     | 7  | Тита                        |  |
| CM                     | 8  | Адилио                      |  |
| CM                     | 10 | Зико (c)                    |  |
| LM                     | 11 | Антонио Нунес               |  |
| CF                     | 9  | Жуан Батиста Нунес          |  |
| Резервни играчи:       |    |                             |  |
| GK                     | 12 | Антонио Луиз Кантареле      |  |
| DF                     | 3  | Клаудио Фигуередо Диз       |  |
| FW                     | 15 | Жулио дос Сантос Анжело     |  |
| FW                     | 16 | Едилсон Гимареш Барао       |  |
| DF                     | 17 | Неи Северино Диас           |  |
| Менаџер:               |    |                             |  |
| Пауло Сезар Карпежиани |    |                             |  |

|                  |    |                 |     |
|                  |    |                 |     |
| GK               | 1  | Брус Гробелар   |     |
| RB               | 2  | Фил Нил         |     |
| CB               | 4  | Фил Томпсон (c) |     |
| CB               | 6  | Алан Хансен     |     |
| LB               | 3  | Марк Лоренсон   |     |
| RM               | 14 | Сами Ли         |     |
| CM               | 10 | Терои Мекдермот | 51’ |
| CM               | 11 | Грем Сунс       |     |
| LM               | 5  | Реј Кенеди      |     |
| CF               | 16 | Крег Џонстон    |     |
| CF               | 7  | Кени Далглиш    |     |
| Резервни играчи: |    |                 |     |
| GK               | 13 | Стив Огризовик  |     |
| DF               | 15 | Алан Кенеди     |     |
| MF               | 17 | Кевин Шиди      |     |
| MF               | 8  | Рони Велан      |     |
| FW               | 12 | Дејвид Џонсон   | 51’ |
| Менаџер:         |    |                 |     |
| Боб Пејзли       |    |                 |     |

| Играч утакмице: Зико (Фламенго) |